# Caradrina draudti
Caradrina draudti is een vlinder uit de familie uilen (Noctuidae). De wetenschappelijke naam is voor het eerst geldig gepubliceerd in 1936 door Boursin.
De soort komt voor in Europa.